# Silent Hill
Silent Hill (jap.: サイレントヒル, Sairento Hiru) ist eine Survival-Horror-Videospielreihe von Konami. Der erste Teil der Serie erschien 1999 während der Survival-Horror-Spiel-Welle, die Capcoms Resident Evil ausgelöst hatte. Die Geschichte der verschiedenen Teile dreht sich um die Kleinstadt Silent Hill.

## Silent Hill

### Handlung
Harold „Harry“ Mason, ein seit vier Jahren verwitweter Schriftsteller, fährt gemeinsam mit seiner siebenjährigen Tochter Cheryl in den Urlaub, den beide auf Wunsch von Cheryl in der Kleinstadt Silent Hill verbringen wollen. Während der nächtlichen Fahrt schreckt er auf, da plötzlich ein junges Mädchen die Straße zu überqueren scheint. Er versucht auszuweichen und fährt in einen Graben, woraufhin er sein Bewusstsein verliert. Als er wieder aufwacht, ist Cheryl spurlos verschwunden. Daraufhin begibt sich Harry in das nahegelegene Silent Hill, um dort nach ihr zu suchen. Als er die Stadt erreicht, stellt er fest, dass diese in Nebel gehüllt ist und dass Monster umherlaufen. Aus Harrys verzweifelter Suche nach seiner verschollenen Tochter wird ein Abenteuer in einer Welt, in der Realität und Traum zu verschwimmen scheinen.

### Spielprinzip und Technik
Es gibt in Silent Hill nicht nur ein Ende, sondern fünf. Welches dieser Enden der Spieler erlebt, hängt von einigen Handlungen im späteren Verlauf des Spiels ab, bei denen man sich zwischen zwei oder mehr Optionen entscheiden muss. Somit kann es zum Beispiel passieren, dass man Masons Tochter nicht rettet oder auch selbst stirbt. Eines der Enden kann man nur erreichen, wenn man das Spiel in einem zusätzlichen Modus erneut durchspielt.

### Produktionsnotizen
Für den japanischen und europäischen Markt wurden kleinere Änderungen am Spiel vorgenommen: In der Schule findet man nicht wie in der US-amerikanischen Fassung kleine Monster, die an Kinder erinnern, sondern kopflose Monster mit großen Krallen. Außerdem fehlt in der US-Version ein Brief, welcher Aspekte der Handlung erläutert und der in der japanischen und europäischen Version vorhanden ist.

## Silent Hill 2

### Handlung
James Sunderland fällt nach dem Tod seiner Frau Mary in ein tiefes Loch voller Schuldgefühle und Depressionen. Drei Jahre später scheint er ihren Tod einigermaßen verkraftet zu haben, als ihn ein weiteres Ereignis erneut aus der Bahn wirft: Er bekommt einen Brief. Der Text, der Name auf dem Briefumschlag sowie die Handschrift erwecken in ihm den Eindruck, dass Mary, seine tot geglaubte Frau, diesen Brief verfasst haben muss. In dem Brief steht, dass Mary James an ihrem ‚besonderen Ort‘ in Silent Hill erwarten würde. Hals über Kopf macht sich James in die Kleinstadt auf, um nach Mary zu suchen.
Auf der Suche trifft er auf einige andere Charaktere, die sich in der ansonsten verlassenen Kleinstadt aufhalten. Da wäre zum einen Angela Orosco, die nach ihrer verschwundenen Mutter sucht. Oder Eddie Dombrowski, der auf den ersten Blick als sehr liebenswürdig erscheint, doch eine sehr bewegte Vergangenheit hat. Ebenfalls trifft man auf Maria, eine junge, hübsche Frau, die James Frau Mary äußerlich sehr ähnelt. Allerdings hat sie eine andere Lebensphilosophie. Zu guter Letzt ist da noch Laura. Sie ist erst acht Jahre alt und scheint James Frau sehr gut zu kennen. Sie waren im selben Krankenhaus und hatten eine sehr tiefe Freundschaft.
Nachdem James die Stadt betreten und sich etwas umgeschaut hat, trifft er an einem zugenagelten Tunnel zum ersten Mal auf eines der zahlreichen Monster. Er tötet es mit einem Holzstock und macht sich weiter auf die Suche, denn die Liebe und vor allem die Aufklärung, ob Mary lebt oder nicht, sind es ihm wert.
Nach einer langen Suche durch die ganze Stadt und bestimmte Gebäude, wie das Krankenhaus, das Museum, das Gefängnis, oder durch einen Apartmentblock, findet er schließlich in einem Hotel, in dem die beiden ihre Flitterwochen verbracht haben, eine Videokassette. Er schiebt diese in den Videorecorder und sieht etwas Grauenvolles: Er selbst hat seine Frau umgebracht. Er konnte ihren Anblick und ihr Leiden nicht mehr ertragen, worauf er sie beide von ihren Qualen erlösen wollte. Der Brief, den er erhielt, war eine Illusion, denn er war unfähig, die Schwere seines Verbrechens zu verkraften; und, gefangen in seinen eigenen Wahnvorstellungen, verdrängte er diese Tat. Er ist psychisch absolut labil und erfand den Brief nur, um wieder nach Silent Hill zurückzukehren, da diese Stadt ihr ‚besonderer Ort‘ ist.

### Charaktere
- James Sunderland (29 Jahre), von Beruf Büroangestellter, ist die Hauptfigur. Ein Brief seiner toten Frau Mary führt ihn nach Silent Hill.

- Mary Shepherd-Sunderland (25 Jahre) ist Hausfrau und James’ Ehefrau. Sie ist angeblich vor drei Jahren an einer Krankheit gestorben. Seitdem sie zum ersten Mal mit James Silent Hill besuchte, war es ein Ort der Erinnerungen für die beiden.

- Maria (25 Jahre) ist von Beruf Stripperin. Sie weist eine unheimliche Ähnlichkeit zu Mary auf, obwohl ihre Persönlichkeit und ihr Kleidungsstil das genaue Gegenteil darstellen. Aus irgendeinem Grund taucht sie immer wieder bei James auf.

- Laura (8 Jahre) ist eine Schülerin und geht in die 3. Klasse. Sie war im selben Krankenhaus wie Mary. Da sie keine Mutter mehr hatte, liebte sie Mary, als wäre diese ihre richtige Mutter.

- Angela Orosco (19 Jahre) ist auf der Suche nach ihrer Mutter. Nach dem Highschool-Abschluss floh sie von zu Hause, wurde aber von ihrem Vater gefunden und zurückgebracht.

- Eddie Dombrowski (23 Jahre), von Beruf Tankstellenangestellter, ist ein junger Mann, welcher aufgrund seines Gewichts gehänselt wird. Obwohl er normalerweise passiv ist, steckt auch eine extrem gewalttätige Seite in ihm.

## Silent Hill 3
Der dritte Teil der Serie ist, im Gegensatz zum zweiten Teil, mit der Handlung des ersten Teils verbunden und führt diese fort. Dabei geht es um die 17-jährige Heather, Tochter von Harry Mason. Am Ende des Spiels fragt Douglas Heather nach ihrem richtigen Namen und Heather antwortet darauf: „Cheryl, der Name, den mein Vater mir gab“. Auch wird während des Spiels durch eine Unterhaltung zwischen Heather und Douglas deutlich, dass Heather die „Wiedergeburt“ Alessas ist, die vor 17 Jahren vor ihrem Tod ein Baby geschaffen und diesem ihre Erinnerungen übertragen hatte. So konnte Alessa als Teil der Psyche des Babys weiterexistieren. Alessa hatte Harry das Baby übergeben, welcher dieses dann als seine eigene Tochter aufzog und ihr den Namen Cheryl gab. Der Name Heather ist nur dem Schutz ihrer Anonymität gegolten, damit niemand ihre wahre Identität aufdecken kann. Auch hat der Name Heather den Zweck, dem Spieler bis zum Schluss vorzuenthalten, wer sie in Wirklichkeit ist.

## Silent Hill 4: The Room

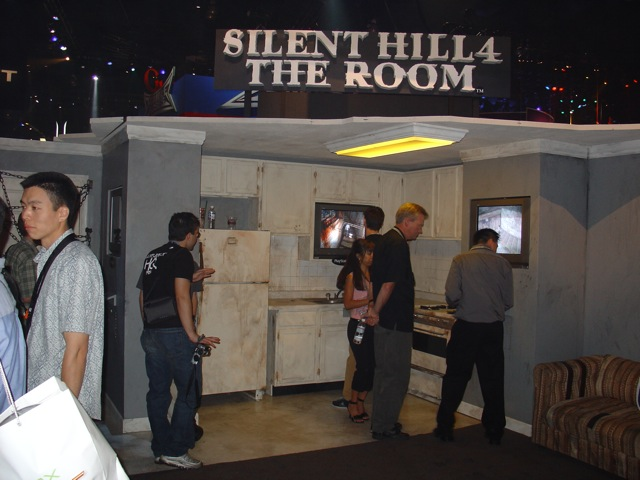
Silent-Hill-4-Stand auf der E3 2004

Der vierte Teil der „Silent-Hill“-Reihe erschien im September 2004 gleichzeitig für PlayStation 2, Xbox und PC und hat eine eigenständige Geschichte. Es sind keine wichtigen Vorkenntnisse der ersten drei Teile notwendig. Dennoch gibt es im Spiel eine Verbindung zu Teil 2, in dem ein Zeitungsausschnitt auf den Serienmörder Walter Sullivan hindeutet, der in Silent Hill 4 eine große Rolle spielt. Es werden somit die näheren Hintergründe über Walter Sullivan aufgeklärt, die in Silent Hill 2 nur kurz angeschnitten wurden.

## Silent Hill: Origins
Am 10. Mai 2006 kündigte Konami das Action-Adventure Silent Hill: Origins (Originaltitel: Silent Hill Zero) für die PSP an. Die Hintergrundmusik wurde von Akira Yamaoka komponiert. Erschienen ist das Spiel im November 2007. Im März 2008 erschien eine Fassung für die PlayStation 2 in Nordamerika, im darauffolgenden Mai folgte die Veröffentlichung in Europa.
Silent Hill Origins handelt von den Geschehnissen vor Silent Hill 1.

## Silent Hill: Homecoming
Die Entwicklung des fünften Teils wurde an das amerikanische Studio Foundation 9 Entertainment, das aus einer Zusammenarbeit von The Collective und Backbone Entertainment hervorgegangen ist, abgegeben, womit das vormals japanische Team Silent keinen Einfluss mehr auf das Werk ausüben wird, was von vielen Fans der Serie kritisiert wird. Allerdings zeichnet der Produzent und Komponist Akira Yamaoka weiterhin für den Soundtrack verantwortlich.

## Silent Hill: Shattered Memories
Silent Hill: Shattered Memories ist ein im Survival-Horror-Genre angesiedeltes Action-Adventure, das 2009 für Nintendo Wii (in Nordamerika, 2010 in Europa) und 2010 für Sony PlayStation 2 und PlayStation Portable veröffentlicht wurde. Es handelt sich dabei um kein völlig neues Kapitel der Saga, sondern um eine Neuinterpretation des ersten Silent Hill.
Das Spiel wurde, wie bereits Silent Hill: Origins, von Climax Entertainment entwickelt. Die Hintergrundmusik stammt einmal mehr aus der Feder von Akira Yamaoka.

## Silent Hill: Downpour
Im Rahmen der Electronic Entertainment Expo (E3) 2010 enthüllte Publisher Konami Details zum neuesten Ableger der Serie. Entwickelt wurde es vom tschechischen Entwicklerteam Vatra Games. Die Entwickler versprachen eine Annäherung des Spielprinzips an die vorherigen Teile, insbesondere den bei Spielern wie Kritikern gleichermaßen hochgelobten zweiten Teil. Der Spieler schlüpft diesmal in die Rolle des Sträflings Murphy Pendleton, der nach einem Unfall seines Gefangenentransporters und anschließender Flucht vor der Polizei in Silent Hill landet.
Silent Hill: Downpour erschien am 29. März 2012 für PlayStation 3 und Xbox 360. Silent Hill: Downpour ist der erste Teil der Serie, dessen Soundtrack nicht mehr von Akira Yamaoka, der Konami 2009 verließ, komponiert wurde. Der Soundtrack von Downpour stammt aus der Feder von Daniel Licht. 

## Silent Hill 2 (Remake)
Im Oktober 2022 kündigte Konami mit einem ersten Trailer eine Neuauflage des 2001 erschienenen Silent Hill 2 an. Das Remake wurde von dem polnischen Studio Bloober Team entwickelt und am 8. Oktober 2024 für PlayStation 5 und PC veröffentlicht.

## Weitere Ableger

### Silent Hill HD Collection
Die im März 2012 erschienene und von Hijinx Studios entwickelte Silent Hill HD Collection enthält Silent Hill 2 und Silent Hill 3, welche technisch für Xbox 360 und PlayStation 3 überarbeitet wurden. Neben einer höheren Auflösung und HD-Texturen wurden die Musik und die Synchronisation neu aufgenommen, sowie Achievements hinzugefügt. Silent Hill 2 bietet die Möglichkeit zwischen der alten und einer neuen Synchronisation zu wechseln, während bei Silent Hill 3 aus rechtlichen Gründen nur die neue Synchronisation vorhanden ist. Silent Hill 2 enthält neben der Hauptstory noch die bisher nur im Director's Cut enthaltene Nebenstory Born from a Wish, die die Vorgeschichte von Maria erzählt.
Die Silent Hill HD Collection musste aufgrund der zum Release diversen Fehler in beiden Spielen, unter anderem durch starke Frameeinbrüche und Abstürze, viel Kritik einstecken. Während die PS3-Version später einen Patch erhielt, der viele Fehler und Bugs beseitigte, wurde die Entwicklung für die Xbox-360-Version abgebrochen. Wie der Entwickler Hijinx im Mai 2012 berichtete, basieren die HD-Remakes auf einem unfertigen Quellcode, da die Codes der fertigen Spielversionen vom ursprünglichen Entwickler Konami nicht mehr auffindbar waren.

### Silent Hill: Book of Memories
Silent Hill: Book of Memories ist ein Ableger der Silent-Hill-Serie für die PlayStation Vita, der von WayForward Technologies entwickelt wurde und am 2. November 2012 erschien. Silent Hill: Book of Memories unterscheidet sich im Gameplay stark von allen bisherigen Teilen, da es in der Vogelperspektive gespielt wird und Hack-and-Slay- sowie Rollenspiel-Elemente enthält.
Silent Hill: Book of Memories bekam überwiegend mäßige bis schlechte Kritiken und hält auf Metacritic.com einen Metascore von 58.

### Silent Hill Mobile
Silent Hill Mobile ist ein Ableger, der 2007 für Mobiltelefone mit Java-Unterstützung erschien.

#### Handlung
Einst fand ein Massaker im Waisenhaus „zum Hirten“ statt. Alle Angestellten sowie fast alle Kinder wurden in einer Nacht ermordet. 30 Jahre später kommen die drei einzigen Überlebenden des Massakers ins Waisenhaus zurück, um in Erfahrung zu bringen, was damals geschehen ist. Kaum haben sie das Waisenhaus betreten, fängt eine seltsame Stimme aus dem Off an, auf sie einzureden.

### Silent Hill – The Arcade
Seit dem 1. August 2007 gibt es in japanischen Spielhallen den Automaten Silent Hill – The Arcade. Am Gerät sind zwei Waffen mit Rückschlagfunktion angebracht und sein Äußeres ist von einem in Fetzen herabhängendem, schwarzen Sichtschutz umgeben. Das Spiel wurde von Konami entwickelt und ist ein Ego-Shooter, der von zwei Personen gleichzeitig gespielt werden kann. Der Spieler durchläuft mit den Charakteren Eric und Tina die Szenarien aller vier Videospiel-Teile und trifft dort auf aus der Serie bekannte Gegner, am Ende eines jeden Teilstücks folgt ein Endgegner. Außer dem Schießen bestimmt der Spieler an bestimmten Punkten seinen Weg selbst, zuweilen muss ein Schlüssel für verschlossene Türen gefunden werden oder man entdeckt Zettel mit Hinweisen.

#### Handlung
75 Jahre, nachdem das Dampfschiff Little Baroness im Toluca Lake versunken ist, kommen Eric, Tina, Bill und Jessie nach Silent Hill. Eric ist auf unergründliche Weise mit der Little Baroness verbunden, Tina ist angereist, um ein kleines Mädchen namens Emilie und ihren Vater Frank zu besuchen. Bald stellt sich heraus, dass die Stadt von Monstern bevölkert ist. Bill ist verletzt und Emilie und Jessie verschwinden. Eric und Tina müssen nun die anderen finden, in Erfahrung bringen, was mit der Stadt los ist und was Eric mit der Little Baroness zu schaffen hat.

### Silent Hills (eingestellt)
Bei der Pressekonferenz von Sony zur Gamescom 2014 enthüllte Konami aufwendig den neusten Teil der Silent-Hill-Serie. Sony stellte dort eine spielbare Demo zu einem vermeintlichen Videospiel namens P.T. des unbekannten (wie sich später herausstellte fiktiven) Entwicklers 7780s Studios vor, die noch am Abend im PlayStation Network verfügbar war. Wer die Demo durchgespielt hatte, dem wurde das Enthüllungsvideo zum neuen Silent Hill offenbart.
Silent Hills, so der Projektname, wurde von Hideo Kojima und Guillermo del Toro entwickelt. Norman Reedus aus The Walking Dead sollte die Hauptrolle spielen. Das Plural-S, so witzelte Hideo Kojima im Rahmen einer Fragerunde am Rande der Gamescom 2014, würde für „plural fun“ und „plural scariness“ stehen. Bei „P.T.“, dem Titel der spielbaren Demo, gibt es hingegen kein Geheimnis. Die Abkürzung steht einfach für „playable teaser“ (spielbarer Teaser).
Am 27. April 2015 gab Konami bekannt, dass das Spiel nicht mehr erscheinen wird und die Entwicklung eingestellt wurde. Die P.T.-Demo wurde am 29. April 2015 aus dem Store entfernt.

### Silent Hill – The Short Message
Im Frühjahr 2024 erschien dieser Ableger, der nicht in der Stadt Silent Hill spielt. Der Soundtrack wurde erneut von Akira Yamaoka produziert.

#### Handlung
Die Handlung dreht sich um ein junges Mädchen namens Anita. Nachdem sie bizarre Textnachrichten von ihrer verstorbenen Freundin Maya erhält, die Selbstmord begangen hat, durchsucht sie einen verlassenen Apartmentkomplex in Deutschland. Hier verfolgt sie immer wieder ein geheimnisvolles Monster.

## Verfilmungen
Die Dreharbeiten zur gleichnamigen Kinoadaption des Videospiels begannen am 22. April 2005 in Toronto. In den USA war er ab dem 21. April 2006 zu sehen, in Deutschland ab dem 11. Mai 2006 unter dem Titel Silent Hill. Das Drehbuch lieferte Roger Avary. Der Film, bei dem Christophe Gans Regie führte, ähnelt der Geschichte des ersten Teils der Spielereihe, jedoch ist nicht der von den Fans begehrte Vater, Harry Mason, auf der Suche nach seiner verschwundenen Tochter. Die Geschichte wurde so abgeändert, dass im Film nun das verschollene Mädchen von der Mutter namens Rose, gespielt von Radha Mitchell, gesucht wird. Weitere Rollen übernahmen unter anderem Sean Bean, Jodelle Ferland, Laurie Holden und Deborah Kara Unger. Zudem findet man im Film viele Effekte aus dem Spiel. So sind zum Beispiel die aus Silent Hill bekannten Kamerafahrten im Film vorhanden. Auch bekannte Figuren aus dem Spiel tauchen auf, unter anderem Cybil Bennett (SH1), Dahlia Gillespie (SH1) und Monster aus verschiedenen Silent-Hill-Teilen. Des Weiteren war Akira Yamaoka, der den Klang der Silent-Hill-Spiele kreierte, an der Filmmusik und den gesamten Klangeffekten des Films maßgeblich beteiligt, indem er als Komponist die gesamte Musik selbst komponiert und eingespielt hat, die von Jeff Danna lediglich neu arrangiert wurde. Damit wollte man den Fans der Spiele das „Silent-Hill“-Universum so authentisch und nah wie möglich vermitteln. Die Verfilmung ist keine genaue Kopie der Vorlage aus Japan, auch wenn es einige frappierende Ähnlichkeiten gibt.
2012 entstand mit Silent Hill: Revelation eine Fortsetzung der ersten Verfilmung. Die Regie übernahm dieses Mal Michael J. Bassett, der auch das Drehbuch verfasste. In tragenden Rollen sind erneut Radha Mitchell und Sean Bean zu sehen, hinzu kommen u. a. Carrie-Anne Moss und Malcolm McDowell.

## Comicumsetzungen
- Scott Ciencin, Shaun Thomas, Nick Stakal: Silent Hill 1: Drei blutige Erzählungen Panini Verlag, 2006, ISBN 3-8332-1392-2
- Scott Ciencin, Ben Templesmith, Aadi Salman: Silent Hill 2: Innerlich sterben Panini Verlag, 2006, ISBN 3-8332-1393-0
- Scott Ciencin, Nick Stakal: Silent Hill 3: Lebend / tot Panini Verlag, 2007, ISBN 3-86607-186-8
- Scott Ciencin, Nick Stakal: Silent Hill: Der Sünde Sühne Panini Verlag, 2009, ISBN 3-86607-712-2